# Junior Sa'u

a Compétitions nationales et continentales officielles uniquement.

b Matchs officiels uniquement.
Dernière mise à jour le 15 février 2023.
Junior Sa'u, né le 18 avril 1987, est un joueur de rugby à XIII néo-zélandais d'origine samoane évoluant au poste de centre. Il est sélectionné en équipe de Nouvelle-Zélande pour le Tournoi des Quatre Nations 2009 et 2010. Il participe ensuite à la Coupe du monde 2013 avec les Samoa.

## Carrière
Junior Sa'u passe à XV en 2022, lorsqu'il rejoint le club américain du Old Glory DC en Major League Rugby. Il prolonge ensuite son contrat pour la saison 2023, après être entre-temps repassé brièvement à XIII avec les Keighley Cougars en Championship.